# Ettiswil
Ettiswil är en ort och kommun i distriktet Willisau i kantonen Luzern, Schweiz. Kommunen har 2 878 invånare (2023).
Kommunen Ettiswil utökades den 1 januari 2006, då kommunen Kottwil inkorporerades.